# Садріддін Айні

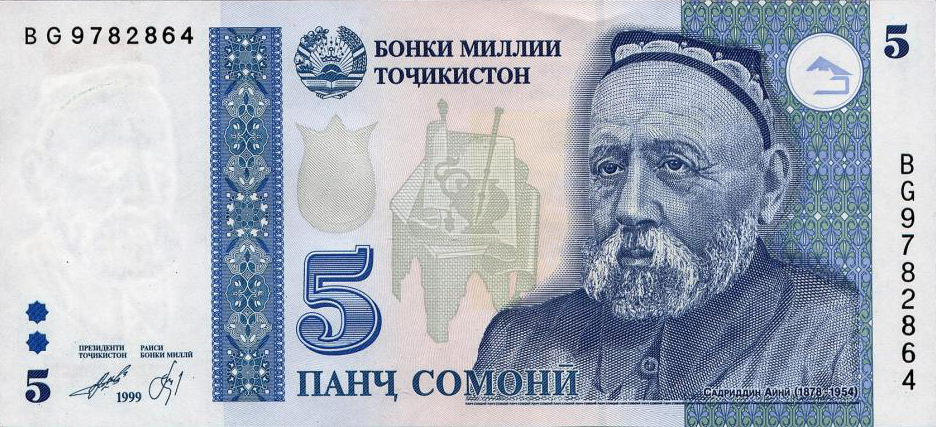
На 5 таджицьких сомоні

Садріддін Айні (тадж. Садриддин Айнӣ, узб. Sadriddin Ayniy, справжнє ім'я — Садріддін Саїд–Мурадзаде, 27 квітня 1878, Соктарі, Бухарський емірат (нині Бухарська область, Узбекистан) — 15 липня 1954, Душанбе, Таджицька РСР, СРСР) — таджицький письменник, основоположник таджицької радянської літератури, заслужений діяч науки, академік і президент АН Таджицької РСР (з 1951), почесний член АН Узбецької РСР (1943). Депутат Верховної Ради СРСР 3—4-го скликань.

## Життєпис
Родом з села Соктарі (Бухарська область). По закінченні духовної школи вчителював. В 1917, переслідуваний бухарським еміром, потрапив до в'язниці. Звільнили його російські революційні солдати. Айні одним з перших таджицьких письменників став на бік пролетарської революції; вірші цих років об'єднані у збірку «Іскри революції» (1923).
Писав таджицькою і узбецькою мовами. Перший прозаїчний твір-повість «Бухарські кати» (1920) — про останні дні бухарського [емірат]у. Повість «Одіна» (1924) і роман «Дохунда» (1927—1929) присвячені соціалістичній революції. Визначний твір «Раби» (1935) — епопея про життя таджицького народу, його боротьбу за перемогу Радянської влади. В 1939 році написав «Смерть лихваря» (2-а ред. 1952). Вершина творчості Айні — автобіографічна повість «Спогади» («Бухара» 1948—54, ч. 1—4, Сталінська премія, 1950). Айні — також публіцист, вчений-історик та літературознавець.
Відіграв значну роль у розвитку сучасної таджицької літературної мови, мав величезний вплив на розвиток таджицької й узбецької літератур.
У 1951 — 15 липня 1954 року — президент Академії наук Таджицької РСР.

## Твори
- «Бухарські кати» (1920);
- «Одіна» (повість; 1924);
- «Дохунда» (роман; 1927—29);
- «Раби» (1935);
- «Смерть лихваря» (1939; 2-а ред. 1952);
- «Спогади» (автобіографічна повість; «Бухара» 1948—54, ч. 1—4, Сталінська премія, 1950).

Твори Айні перекладені російською, українською та іншими мовами народів колишнього СРСР.
- Укр. перекл. — Дохунда. X., 1934;
- Смерть лихваря. К., 1958;
- Рос. перекл. — Коротко о моей жизни. Сталинабад 1958.

## Пам'ять
В Києві була Бібліотека імені Садріддіна Айні.